# Wade (Maine)
Wade è un comune degli Stati Uniti d'America, situato nello Stato del Maine, nella Contea di Aroostook.